# Habrotrocha serpens
Habrotrocha serpens är en hjuldjursart som beskrevs av Donner 1949. Habrotrocha serpens ingår i släktet Habrotrocha och familjen Habrotrochidae. Inga underarter finns listade i Catalogue of Life.